# Frances de Vere
Frances de Vere, contessa di Surrey (1516 – 30 giugno 1577), è stata una nobildonna inglese.

## Biografia
Era la figlia di John de Vere, XV conte di Oxford, e di sua moglie, Elizabeth Trussell.

## Matrimoni

### Primo matrimonio
Nel 1532 sposò Henry Howard, conte di Surrey, figlio di Thomas Howard, III duca di Norfolk, e della sua seconda moglie, Elizabeth Stafford. Ebbero cinque figli:
- Lady Jane (?-1593), sposò Charles Neville, VI conte di Westmorland, ebbero cinque figli;
- Thomas Howard, IV duca di Norfolk (10 marzo 1536-2 giugno 1572);
- Lady Catherine (1538-7 aprile 1596), sposò Henry Berkeley, VII barone Berkeley, ebbero un figlio;
- Henry Howard, I conte di Northampton (24 febbraio 1540-15 giugno 1614);
- Lady Margaret (30 gennaio 1543-17 marzo 1591), sposò Henry Scrope, IX barone Scrope, ebbero un figlio.

### Secondo matrimonio
Sposò in seconde nozze Thomas Staynings, ebbero un figlio.